# 淀殿
淀殿（よどどの、永禄12年（1569年）？ - 慶長20年5月8日（1615年6月4日））は、戦国時代から江戸時代初頭の人物。豊臣秀吉の妻で、側室または複数の正室の一人（後述）。位階は従五位下とされるが、諸説あり。本名は浅井 茶々（あざい ちゃちゃ）および浅井 菊子（あざい きくこ）。浅井三姉妹の長女。

## 概要
近江国の戦国大名・浅井長政と織田信長の妹・市の間に生まれ、同母妹に初（常高院、京極高次正室）と江（崇源院、徳川秀忠正室）がいる。父は信長と対立して敗死、母の再婚相手の柴田勝家も豊臣秀吉に敗れ市・勝家は自害した。その後三姉妹は秀吉の庇護を受け長女の淀殿はその妻の一人となった。
秀吉との間には棄（鶴松、夭折）と拾（秀頼）が生まれ、姪の完子を猶子として育てた。
秀吉の死後は幼い秀頼の後見として大坂城に住んだが、大坂夏の陣に敗れ秀頼とともに自害した。

## 生涯

### 母と二人の父の死
近江国小谷（現・滋賀県長浜市）に生まれる。生年は旧来江戸時代成立の『翁草』に死去時49歳とあることから、逆算して永禄10年（1567年）とされることが多かった。しかし淀殿と秀頼が慶長11年（1606年）に有卦に入るために義演に修法させていることから井上安代は淀殿の生年を永禄12年（1569年）と推定し、現在の通説となっている。
乳母は大蔵卿局（大野治長の母）・饗庭局（大叔母にあたる海津殿の次女）・大局（前田利家の弟にあたる佐脇良之の室）の三人が明らかになっている。
天正元年（1573年）に父・長政が伯父・織田信長に敵対して攻められ、小谷城が落城すると母妹らとともに藤掛永勝に救出された。この時、父と祖父・久政は自害、兄・万福丸は捕らえられ、信長の命で羽柴秀吉によって処刑されている。
その後は伯父・織田信包のもとにおかれ、伊勢安濃津城または尾張清洲城で保護されていたとされていたが、近年の研究によると尾張守山城主で信長の叔父にあたる織田信次に預けられたとされている（『渓心院文』）。天正2年（1574年）9月29日に信次が戦死した後、信長の岐阜城に転居することになる。
信長が本能寺の変で家臣・明智光秀に攻められ自刃した天正10年（1582年）、母・市が織田氏家臣・柴田勝家と再婚すると、茶々は母や妹たちとともに越前国北の庄城（現・福井県福井市）に移る。
しかし翌天正11年（1583年）4月、勝家は羽柴秀吉と対立して賤ヶ岳の戦いに敗れ、北の庄城落城に伴い勝家・市はともに自害した。茶々ら3人の娘は逃がされて秀吉の保護を受けたとされるが、この時期の三姉妹の詳しい所在についてはよく分かっていない。北の庄城落城後に三姉妹は遥の谷に匿われた上で羽柴秀吉に知らされ、これを聞いた秀吉が直ちに迎えを出して、三姉妹を安土城に入城させ（『玉興記』）、その後は秀吉ではなく織田信雄が三姉妹を後見して面倒をみたともいわれている。この時に一年間程、茶々の世話をしたのが、信長の妹のお犬の方である（『大雲山誌稿』）。また、叔父・織田長益（有楽、または有楽斎）の庇護を受け、安土城に住み、後に聚楽第で伯母・京極マリアの縁を頼って京極竜子後見の元にいたともいわれている。
『渓心院文』によれば、この時期に秀吉の求婚を受けた淀殿は、その返事として妹たちの縁組を整えるよう求めており、初は秀吉の直臣で三姉妹の従兄の京極高次に、織田信雄の家臣・佐治信吉の妻となっていた江は小牧・長久手合戦後に秀吉の甥・小吉秀勝に嫁いだ。

### 親、兄の仇、秀吉の側室に

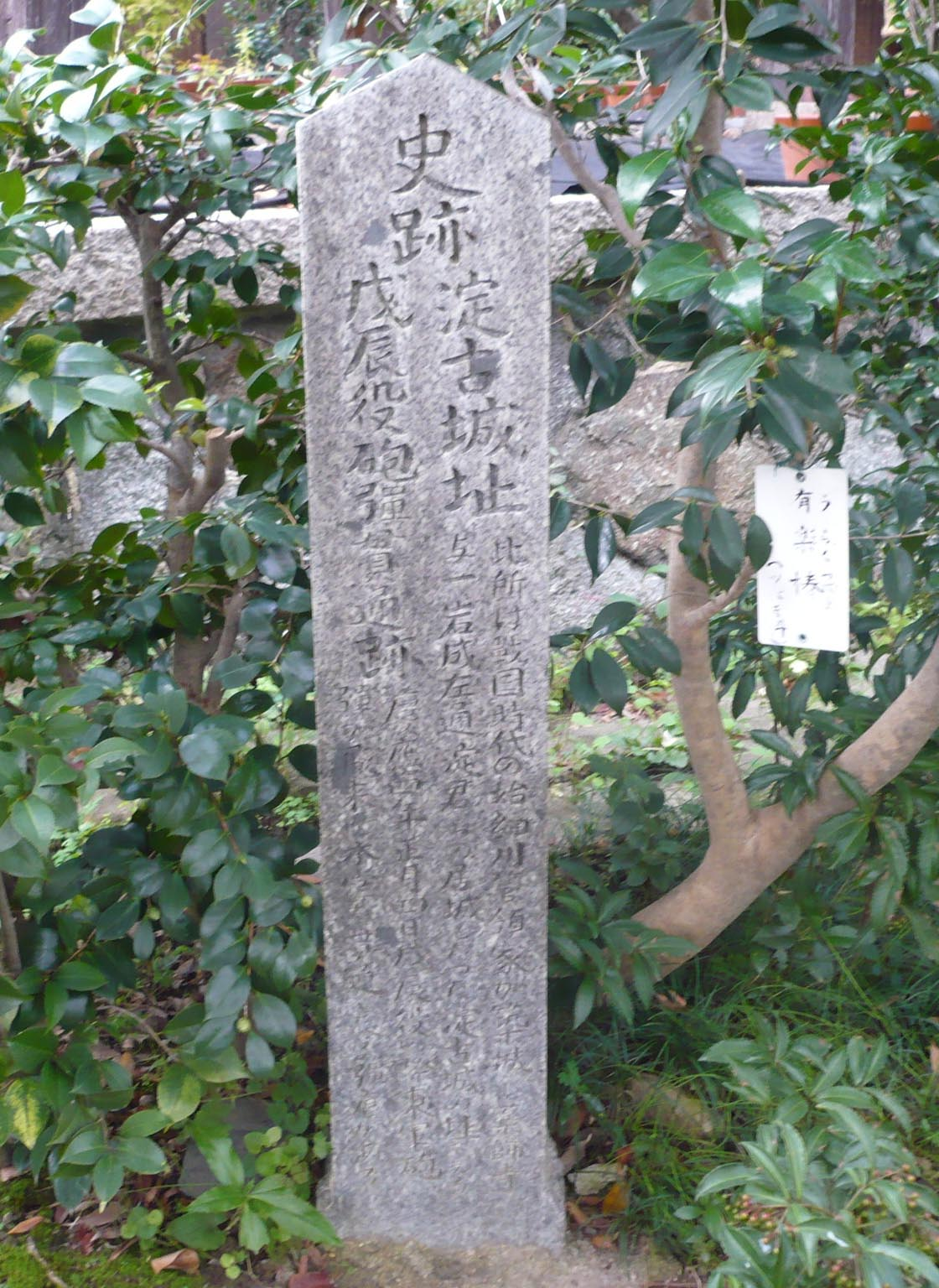
妙教寺境内にある淀古城址の石碑

上述のような経緯により、淀殿が正式に秀吉に嫁いだのは妹たちの婚姻の後のこととみられ、妻となっているのが史料上最初に確認できるのは天正14年（1586年）10月1日のことである（『 言経卿記 』）。
天正16年（1588年）に秀吉の子を懐妊し、10月に聚楽第から摂津国茨木城に移った。
天正17年（1589年）、改修が行われた山城淀城（淀古城。江戸時代に築城された淀城とは場所が異なる）に移り、5月27日に棄（鶴松）を出産した。この居所にちなみ茶々は同時期から「淀の女房」と呼ばれている。同年8月、淀殿と鶴松は大坂城に移り住んだ。なお、鶴松を産んだ時に高野山・持明院へ父母の肖像画をおさめるが奉納者である淀殿の記名はない。これは淀殿の豊臣政権に対する自発的な配慮によるものである。
翌天正18年（1590年）2月に淀殿と鶴松は聚楽第に移り、秀吉は小田原攻めに出陣した。5月に淀殿は小田原に呼び寄せられ、7月に京都に戻った。この時期には既に淀殿は大坂城を離れているが、7月の秀吉書状や翌年正月の『兼見卿記』では「大坂殿」と呼ばれている。
天正19年（1591年）ごろの秀吉の書状では淀殿・高台院は「両人の御かゝ（母）さま」と呼ばれており、2人で鶴松の養育に携わっていたとみられる。同年7月、淀殿と鶴松は大坂に移ることとなり、途中の淀に滞在中に鶴松が体調を崩し、そのまま8月5日に数え3歳で夭折した。
この後の淀殿の居住地は判然としないが、天正20年（1592年）に秀吉が朝鮮出兵を開始するために肥前名護屋城に移ると淀殿もこれに同行した。
第二子懐妊に伴い、淀殿は文禄2年（1593年）5月までに大坂城二の丸に移り、「二の丸殿」と呼ばれるようになった。8月3日、淀殿は拾（秀頼）を出産し、その報せを受けた秀吉は25日に大坂に戻っている。淀殿は秀頼を自らの母乳で育てたらしく、秀吉は淀殿の乳が足りているか心配する書状を送っている。
文禄3年（1594年）11月21日、秀吉によって普請が進められていた指月伏見城に秀頼とともに移住。文禄5年（1596年）閏7月13日の慶長伏見地震で指月伏見城が崩壊したため、秀頼は11月18日に大坂城に移り、翌慶長2年（1597年）5月14日に新たに築城された木幡山伏見城に移った。この間、淀殿も秀頼と行動をともにしたとみられ、伏見城西の丸に住んだためこれ以降「西の丸」と称されるようになる。
慶長3年（1598年）8月18日、木幡山伏見城で秀吉が死去し、翌慶長4年（1599年）正月10日に秀頼は大坂城に移り、淀殿も秀頼に同行してこれ以降大坂城本丸を住まいとする。9月に高台院が京都新城に移り、代わって徳川家康が大坂城に入ったが、『多聞院日記』は淀殿と家康が秀吉の遺言によって婚姻したという噂を記録している。秀吉の未亡人として、高台院が京都で朝廷との連絡や豊国社の運営に携わる一方、淀殿は大坂で秀頼の後見と、役割分担がなされていたと解されている。

### 関ヶ原の戦い
慶長5年（1600年）に元五奉行の石田三成が大谷吉継とともに、会津に向けて出征中の徳川家康に対する挙兵を企てているという情報が入った際に、7月27日付の榊原康政から秋田実季に宛てた書状によると、三成と吉継が謀反を企てているので、事態を沈静化させるために急いで家康に上洛をするように淀殿と三奉行（増田長盛・長束正家・前田玄以）から書状を送っていることがわかる。このことから淀殿には家康・秀忠父子を主軸とした秀吉遺言覚書体制、すなわち内府（家康）・五奉行（ないし三奉行）体制による政権運営を是認する、確たる意思があったことが窺える。その後、大坂城に入った輝元が石田方（西軍）の総大将となり三奉行もそれに同調するが、淀殿は石田方が切望したと思われる秀頼の墨付きの発給や秀頼の出陣などは許さず、石田方の動きを認めつつも豊臣家としては観望する姿勢を保った。なお家康は淀殿らからの書状を石田・大谷の動きが謀叛であると諸大名に主張する材料とし、その後、三奉行が家康糾弾の『内府ちかひの条々』に署名したが、淀殿からは先の書状を覆す文書が発給されなかったことも、家康に「秀頼様の御為」という大義名分を維持させることとなった。
石田方に攻められた大津城の京極高次のもとに大坂から饗庭局・木食応其を派遣し、さらに高台院も孝蔵主を派遣したことで9月14日に講和が成立した。
9月15日の関ヶ原の戦いにおける徳川方（東軍）の勝利の後、家康は大野治長を大坂城に送り、淀殿と秀頼が西軍に関与していないと信じていることを述べさせ、淀殿はこれに対して感謝の旨を返答している。毛利輝元の大坂城退去後に家康が大坂城に入るが、そこで家康を饗応した際に、淀殿は自らの酒盃を家康に下した後に、その盃を秀頼に与えるよう強く求め、家康は秀頼の父親代わりたるべきと公に宣言した。

### 徳川家康との対立、大坂の陣

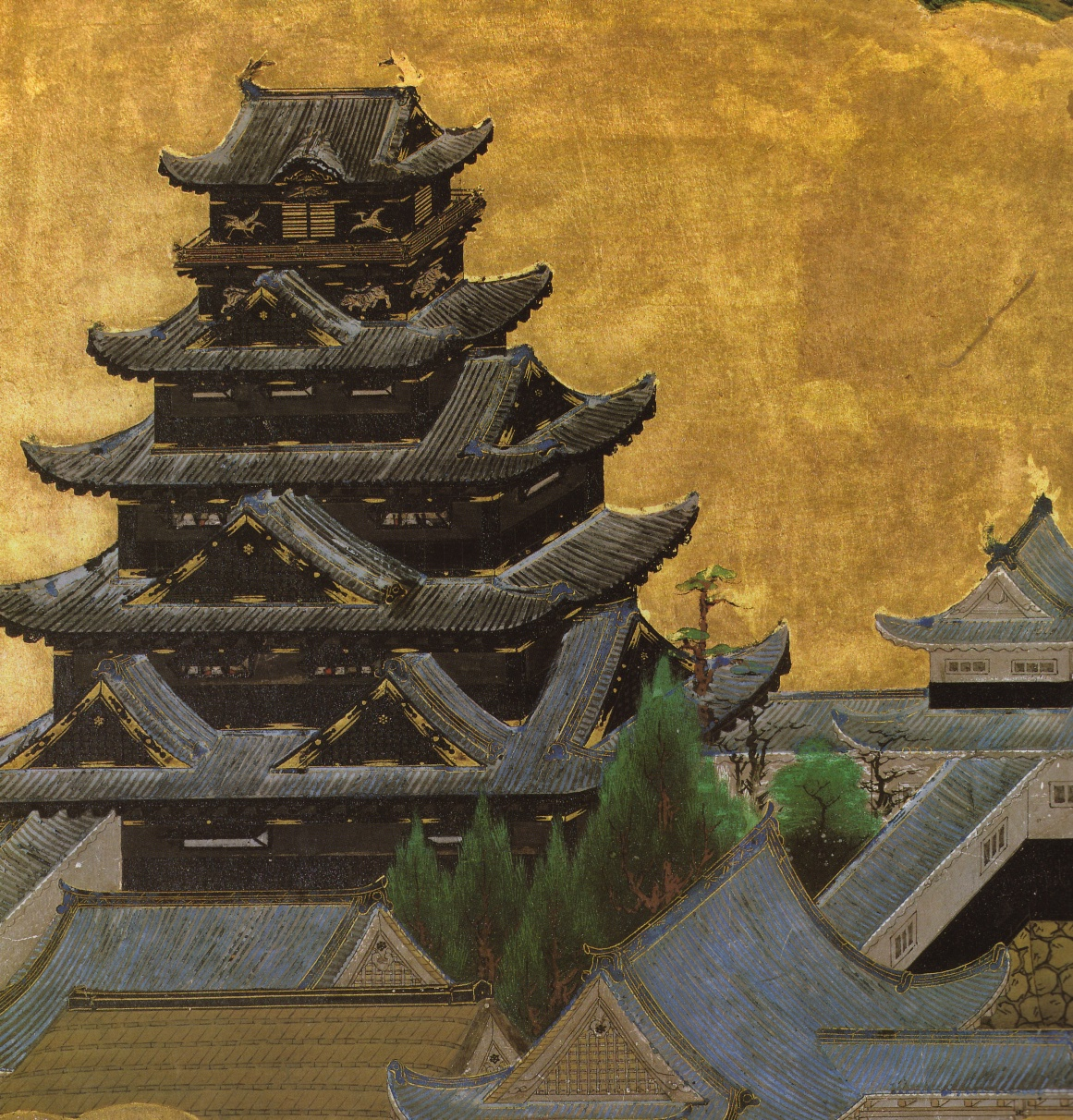
『大坂夏の陣図屏風』より大坂城天守。

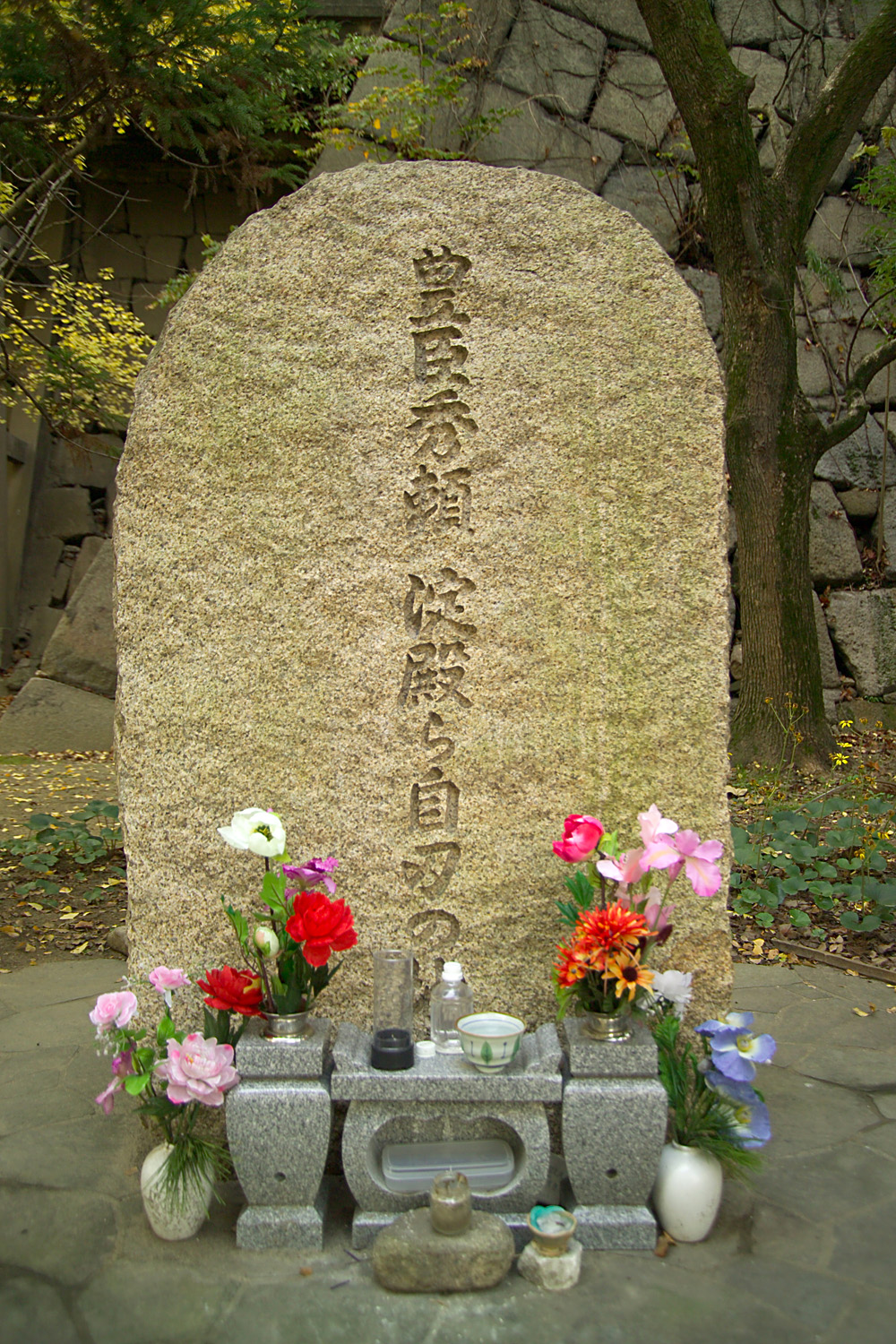
大坂城山里丸にある豊臣秀頼・淀殿ら自刃の地の石碑

五大老・五奉行の崩壊により単独の実力者となった家康は豊臣家の蔵入地を関ヶ原の戦いの恩賞として諸将に分配し、豊臣家は支配地を減らすことになる。
慶長6年（1601年）3月23日、家康は大坂城を出て伏見に移り、諸大名にも大坂から伏見に移るよう命じた。これにより政治の中心地は伏見に移ることとなり、秀頼と淀殿が大坂に残される形となった。6月には淀殿は「気鬱」により、不食・眩暈・頭痛に悩まされ、曲直瀬玄朔から薬を処方をされた（『玄朔道三配剤録』）。
慶長8年（1603年）、秀頼は内大臣に昇任することとなった。しかし前任の内大臣だった家康は右大臣に昇任するだけでなく、征夷大将軍に任官することで江戸幕府となる新たな政体を成立させていた。5月1日に淀殿は再び曲直瀬玄朔の診察を受け、気鬱・胸の痛み・摂食障害・頭痛により薬を処方されている。7月28日、淀殿の妹・江と徳川秀忠の娘・千姫が秀頼の妻として大坂城に輿入れした。
慶長9年（1604年）3月、秀頼の家老の一人であった小出秀政が死去。その前後から豊臣家の政治、特に家康との外交はもう一人の家老・片桐且元によって一手に担われるようになり、淀殿は自分にはしっかりした親や相談できるような人がいないので、幼少の秀頼共々頼りにしていると、且元への手紙に書いている。6月3日には、淀殿が猶子として養育にあたっていた完子を九条幸家に嫁がせている。
慶長10年（1605年）4月、家康が右大臣を辞任して秀頼がその後任となるとともに、秀忠が秀頼の後任として内大臣に就任するとともに将軍の地位に就いた。どの程度史実を反映しているかは不明だが、『当代記』には家康が秀忠の将軍任官の挨拶のために秀頼の上洛を要請し、それに対し淀殿がもし強要されるならば秀頼を殺し自らも命を絶つとまで言って強く拒否したため、実現しなかったという逸話がある。結果としては秀頼の上洛は実現せず、家康は七男の松平忠輝を大坂に遣わし、忠輝は秀頼の饗応を受けている。

#### 大坂冬の陣
慶長19年（1614年）、方広寺鐘銘事件を契機として、徳川方との交渉にあたっていた片桐且元と大野治長・織田頼長らが対立し、屋敷に籠もって軍勢を準備するなど緊迫の状況となったため、淀殿は且元に起請文を出すなどして仲裁に動いたものの、結果的に且元は大坂城を去ることとなった。これにより豊臣家の政治は大野治長ら主戦派が担うようになり、家康との交渉役だった且元の退下もあいまって徳川方との戦争は避けられない状況となり、大坂の陣の開戦に至った。
淀殿は武具を着て3、4人の武装した女房を従え番所の武士に声をかけ激励していたが（『当代記』）、期待した諸大名の加勢がない中で大坂城本丸への砲撃を受け、講和に傾いていった。12月15日の『駿府記』には女が意思決定を担っているため和議が遅れているという記述があり、淀殿が指導者とみなされている。12月20日に和睦が成立し、大坂城から家康のもとに常高院・二位局・饗庭局が使者として派遣された。

#### 大坂夏の陣
しかし、翌慶長20年（1615年）の再戦（大坂夏の陣）で大坂城は落城。5月8日、山里曲輪の糒蔵で秀頼とともに自害した。大野治長は淀殿・秀頼の助命を願ったが叶わなかった。淀殿とともに自害した女中には大蔵卿局・饗庭局・右京大夫局・宮内卿局・阿古御局がおり、蔵を出て生き延びた人物には千姫とその侍女の刑部卿局・松坂局（『おちょぼ物語』で落城の様子を伝えている）や、二位局がいる。
仮名草子の『大坂物語』は、そのまま史実と認めることはできないものの、淀殿の最期の言葉や、秀頼が自害した刀を淀殿が拾い大野治長に介錯されたことを記録している。
墓所は京都市東山区の養源院、大阪市北区の太融寺。戒名は大虞院英厳大禅定尼、大虞院花顔妙香、大広院殿英嵓と伝わる。
京都市右京区鳴滝にある三寳寺には、菊亭経季夫人の古奈姫(淀殿の妹常高院の養女)が建てたと考えられる淀殿、秀頼、豊臣国松の供養塔がある。
淀殿の最期を目撃した者の証言や記録などは存在せず、遺体も確認されなかったため、秀頼と同様に彼女にも逃亡・生存説などの伝説が生まれるようになった。落ち延びた先としては、島津氏を頼って薩摩国に落ち延びた説や上野国厩橋まで遁れてきたという説がある。

## 呼称について

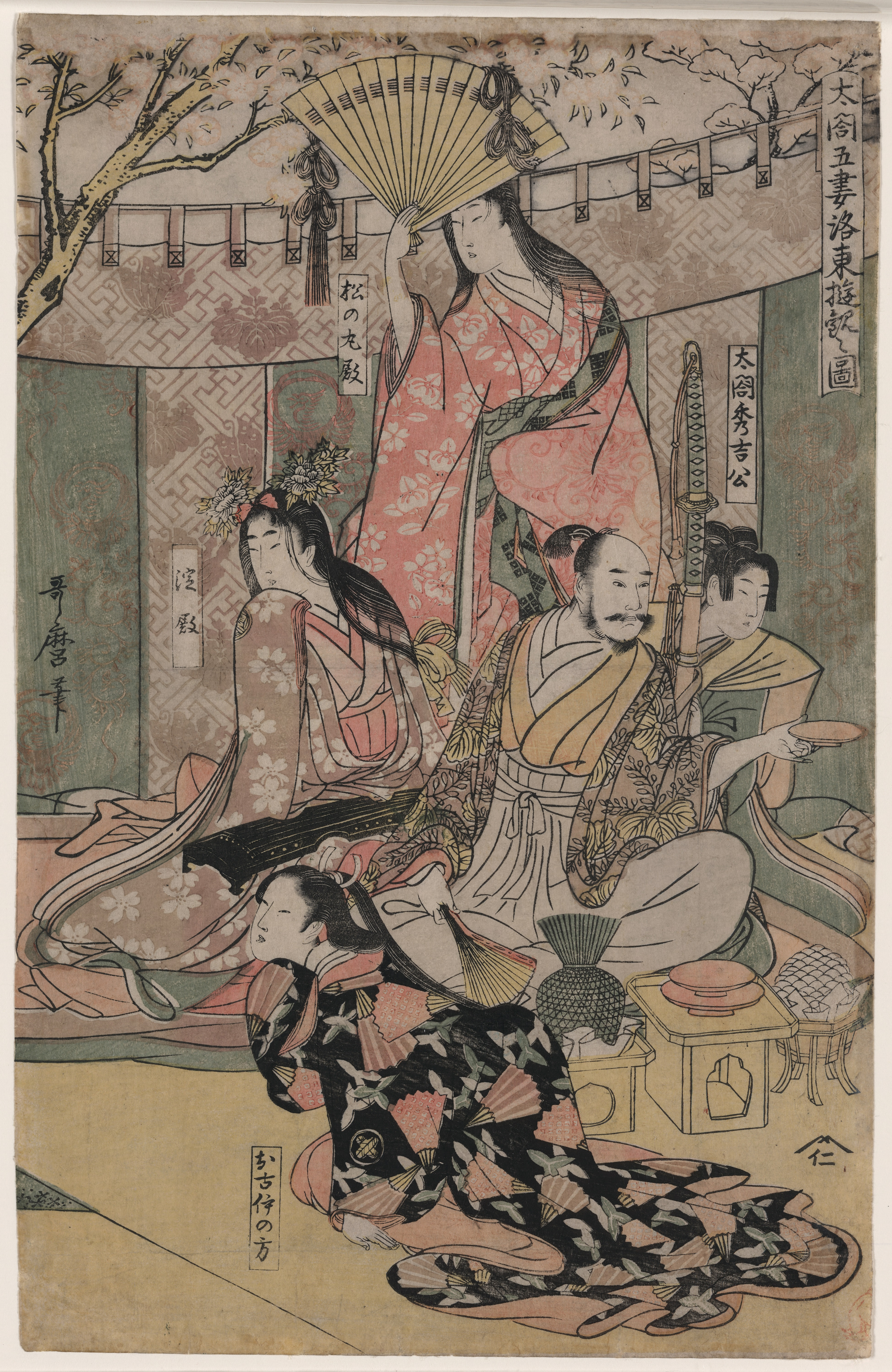
喜多川歌麿作の、醍醐の花見を題材にした浮世絵「太閤五妻洛東遊観之図」。女性の名前は「淀殿」「松の丸殿」「お古伊の方」と表記されている。

諱は茶々。本人の署名や秀吉からの書状の宛名に「ちやちや」と記されている。
生存中には、居場所の変化に伴って淀の方（よどのかた、他に「淀の者」・「淀の女房」など）、二の丸殿（にのまるどの）・西の丸殿（にしのまるどの）などと通称された。鶴松・秀頼の出産後は御袋様・御上様・御台様などとも。秀吉の死後に落飾して大広院・大康院と名乗っていたという説もある。
現在最も一般的に用いられる淀殿、過去に用いられた淀君の名は、同時代の史料には一切見られず、いずれも江戸時代以降の呼び名である。「淀殿」の呼称の初見は淀殿死去の翌年、元和2年（1616年）の林故『秀頼記』である。
「淀君」という呼称が広く普及して一般に定着するのは、明治時代に坪内逍遥の戯曲『桐一葉』が上演されて以降のことである。二木謙一が「淀殿が淀君などというへんてこな名前をつけられ、悪女に仕立てられたのは、豊臣家を滅ぼした徳川氏時代の産物」とし、「淀君」の呼称については、悪女・淫婦というイメージと共に売春婦の呼称（「遊君」・「辻君」など）と結びつけて定着したと小和田哲男が主張し、田中貴子が追随した。ただし、幕末に編纂された『徳川幕府家譜』で徳川家康の継室・朝日姫が「朝日君」、秀忠の継室・崇源院が「於江与君」とされているなど、「君」がすぐさま蔑称だと断定するには一定の留保が必要である。
福田千鶴は、彼女の呼称についての検証をした結果、本名を「浅井茶々」、通称を「淀」と号したとみなすのが適切ではないかとし、生存中に「淀殿」と記した史料はなく、「様」付けで呼ばれていることから、同時代的な呼び方としては「淀様」とするのが正しいとしている。
昭和35年（1960年）に発表された井上靖の小説『淀どの日記』以降、「淀殿」の使用が一般的となり、一般への影響力が大きいNHK大河ドラマでも昭和62年（1987年）に放送された『独眼竜政宗』を最後に「淀君」という呼称は一切使われていない。平成28年（2016年）に放送された『真田丸』においては秀吉存命時には「茶々様」、秀吉死後は「御上様（おかみさま）」と呼称された。映画『GOEMON』では「浅井茶々」の呼称が使用された。

## 秀吉の妻か妾か
秀吉の妻妾としては淀殿以外にも正室・高台院（寧）を筆頭に、松の丸殿（京極竜子）、三の丸殿（織田氏）、摩阿姫（前田氏）など多数が知られている。秀吉の正室は高台院であるため、江戸時代の『翁草』『武功夜話』『系図纂要』では淀殿を秀吉の側室・妾として扱っているが、淀殿生存中の史料で淀殿を側室または妾として記録したものは、一夫一妻制をとる宣教師らキリシタンによるものしかない。むしろ逆に佐竹義宣家臣・平塚瀧俊の天正20年の書状で「よとの御前様」「御台様」、太田牛一の『太閤さま軍記のうち』で「北の御方」「北政所」とあるように同時代人からは淀殿は秀吉の正室という扱いを受けており、秀吉没後も高台院と共に「両御台所」と記した史料（『佐竹古文書』一四五）が存在する。淀殿没後の『柳営婦女伝』では淀殿は「別妻」という扱いである。
福田千鶴は、江戸時代の大名は一夫一妻多妾制、すなわち武家諸法度にもとづき幕府の許しを得て公式に婚姻した妻一人を正室とし、それ以外は側室・妾とされたため、それより昔の秀吉についてもこれをあてはめて高台院ただ一人を正室とみなしたもので、実際には淀殿も高台院と同様の正室であったとしている。また福田は神龍院梵舜による『舜旧記』で「北御方」と呼ばれる松の丸殿をはじめとして、少なくとも醍醐の花見で輿に乗って現れた高台院・淀殿・松の丸殿・三の丸殿・摩阿の5人は秀吉の妾ではなく妻だったと推察している。

## 人物像

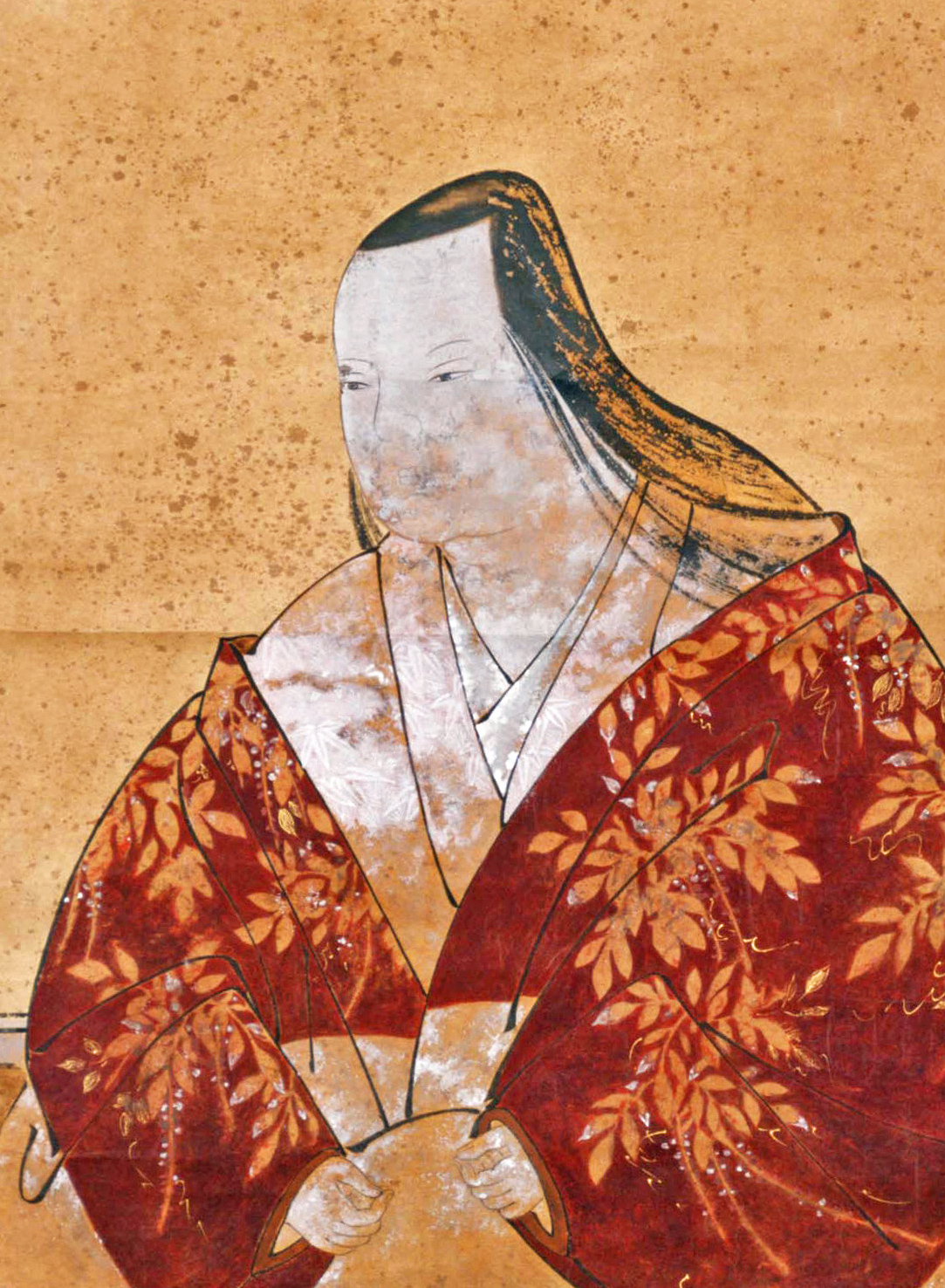
伝・淀君画像（養源院蔵）模写

- 従来の見解では淀殿と高台院は対立関係にあったとされてきたが、最近の研究によれば特に対立関係にはなかったとされ、二人の関係の再検証が進められている。従来の通説は後世の淀殿を悪女とみなす風潮によるところが大きいと考えられている[85][86]。
- 朝廷と単独で贈答をしていることなどから、位階を有していたとみられるが、現存する史料では確認することができない[87]。
- 文禄3年（1594年）5月に父母の菩提寺として養源院を建立し、一族の成伯を開基とした[88]ほか、寺社への寄付を多数行っている。石山寺の堂舎再興を行い、慶長7年（1602年）から翌年にかけて開帳が行われている[89]。他に法華寺や慶光院、宇治橋も再興している[90]。慶長12年（1607年）の秀頼による北野社造営も淀殿の意向がはたらいたものとみられる[91]。高野山持明院に所蔵される浅井長政・お市の方の肖像画も淀殿の奉納による。
- 江戸時代後期の『徳川幕府家譜』では淀殿を含む浅井三姉妹を「隠れなき美女」とした記述があるが、後世の編纂のため何を根拠としたものかは不明[92]。
- 京都で放浪していた従兄・織田信雄を大坂城に招いて住まわせた。
- 毎年萩の季節になると、東光院にて萩の花の鑑賞をしていたという。境内で授与される「萩の筆」は、元は淀殿が萩の枝を筆管として手元に置くことを思いついたもので、「淀君ゆかりの萩の筆」として名物の民芸品になっている[93]。
- 楊谷寺には、淀殿弁財天と呼ばれる弁天堂があり、お前立に淀殿像が祀られている。淀城に住んでいる間、楊谷寺の湧き水で毎日顔を洗っていたという伝説がある[94]。
- 大坂城三の丸に当たる、玉造稲荷神社には、淀殿と秀頼を結ぶ胞衣を祀る「胞衣塚大明神」があり、子供の夜泣きに霊験ありとされる[95]。
- 生國魂神社境内にある鴫野神社は、元は弁天島（現在の大阪ビジネスパーク）に祀られていた弁天堂であり、淀殿が信仰していたと伝わる。女性の守護神とされている。
- 末妹・督（江）が徳川秀忠に再嫁する際、前夫・羽柴秀勝との間にできていた完子を引き取って育てたことも知られる。後に完子を猶子として五摂家の九条忠栄に嫁がせるという、高度に政治的な婚姻を仕立て、その政治力を発揮している[96]。
- 『聚楽物語』では淀殿が秀吉に対して「去り難く仰せられ、度々御文を参らせ」て秀次事件に連座した駒姫の助命を求めたとする。
- 淀殿が醍醐の花見の際に詠んだ和歌が三首残されている。
  - 「はなもまた　君のためにとさきいでて　世にならひなき　春にあふらし」[97]
  - 「あひをひの　松も桜も八千世へん　君かみゆきのけふをはしめに」[98]
  - 「とてもないて　眺めにあかし深雪山　帰るさ惜しき　花の面影」

この時、従姉妹である松の丸殿（京極竜子）と杯の順番で争ったという事件が起こっている（『陳善録』）。田端泰子はこの事件は妾同士の対立というよりは、女性はいつまでも生家を背負っていたことを感得する出来事と分析している。ただしそれ以外の史料においても高台院・淀殿・松の丸殿という序列は固定化している。
- 淀殿と大野治長とは乳兄妹であり、二人の密通が噂されていたという記録も残る（『萩藩閥閲録』九九の二）[101][102]。そのため、秀頼は秀吉の実子ではなく治長と淀殿の子であるとする説が、当時からささやかれていた。淀殿の死後の文献では、大野治長以外にも名古屋山三郎や占卜をよくする法師との密通が語られている（『明良洪範』『塩尻』）[103]。

## 関連作品
小説
- 井上靖『淀どの日記』
- 南条範夫『わが恋せし淀君』（講談社、1958年）
- 宮本昌孝『もしかして時代劇』（早川書房、1988年、ISBN 4150302839）
- 葉室麟「鳳凰記」（『決戦！大坂城』収録、講談社、2015年 / 講談社文庫、2017年）
- 藤咲あゆな『戦国姫　茶々の物語』（集英社みらい文庫、2016年）

楽曲
- さくらゆき『追想歌』（作詞：遠野ゆき、作曲：森伸弘）

映画
- 猿飛佐助 千丈ヶ嶽の火祭（1950年・大映　沢村貞子）
- 千姫（1954年・大映　演：東山千栄子）
- 大坂城物語（1961年・東宝　演：山田五十鈴）
- お吟さま（1962年・松竹　演：月丘夢路）
- 千姫と秀頼（1962年・東映　演：沢村貞子）
- 新忍びの者（1963年・大映　演：若尾文子）
- 真田風雲録（1963年・東映　演：花柳小菊）
- 真田幸村の謀略（1979年・東映　高峰三枝子）
- 忍者武芸帖 百地三太夫（1980年・東映　春川ますみ）
- 利休（1989年・松竹　演：山口小夜子）
- 梟の城（1999年・東宝　演：田中伸子）
- 茶々 天涯の貴妃（2007年・東映、演：和央ようか）
- GOEMON（2009年・松竹、演：広末涼子）
- 真田十勇士（2016年・松竹　演：大竹しのぶ）
- 関ヶ原（2017年・東宝　演：和田奈々）

TVドラマ
- わが恋いせし淀君（1961年・日本テレビ　月丘夢路）
- 徳川家康（1964年・テレビ朝日　演・朝丘雪路）
- 太閤記（1965年・NHK大河ドラマ　演：三田佳子）
- 功名が辻（1966年・テレビ朝日　演：稲野和子）
- 戦国太平記 真田幸村（1966年・TBS　演：淡島千景）
- 千姫（1966年・毎日放送　演：藤間紫）
- 剣（大坂夏の陣）（1967年・日本テレビ　演：山田五十鈴）
- お吟さま（1968年・テレビ朝日　演：扇千景）
- 戦国艶物語（1969年・朝日放送　演：岩下志麻）
- 徳川秀忠の妻（1969年・フジテレビ「おんなの劇場」　演：小山明子）
- 大坂城の女（1970年・関西テレビ、演：村松英子・木暮実千代）　※当初は扇千景の予定
- 春の坂道（1971年・NHK大河ドラマ　演：岸田今日子）
- 落城の舞い（1972年・フジテレビ　演：谷口香）
- 出雲の阿国（1973年・テレビ朝日　演：小林千登勢）
- 国盗り物語（1973年・NHK大河ドラマ　演：中村祥子）
- 黄金の日日（1978年・NHK大河ドラマ　演：藤村志保）
- 猿飛佐助（1980年・日本テレビ　演：左幸子）
- おんな太閤記（1981年・NHK大河ドラマ　演：池上季実子）
- 関ヶ原（1981年・TBS　演：三田佳子）
- 千姫春秋記（1981年・日本テレビ　演：藤間紫）
- おんな霧隠才蔵 戦国忍者風雲録（1982・フジテレビ　演：月丘千秋）
- 戦国の女たち（1982年・フジテレビ　演：杉田かおる→岩下志麻）
- 大奥（1983年・関西テレビ　演：小山明子）
- 女たちの大坂城（1983年・読売テレビ　演・岩下志麻）
- 徳川家康（1983年・NHK大河ドラマ　演：夏目雅子）
- 真田太平記（1985年・NHK　演：岡田茉莉子）
- 独眼竜政宗（1987年・NHK大河ドラマ、演：樋口可南子）
- 野風の笛（1987年・日本テレビ　演：三浦真弓）
- 徳川家康（1988年・TBS　演：池上季実子）
- 女たちの百万石（1988年・日本テレビ　演：佳那晃子）
- 長七郎江戸日記（第2部）（1988年・日本テレビ　演：三条泰子）
- 春日局（1989年・NHK大河ドラマ　演：喜多嶋舞→大空眞弓）
- 風雲!真田幸村（1989年・テレビ東京　演：高田美和）
- お市御寮人（1989年・日本テレビ　演：山口弘美）
- 天下を獲った男 豊臣秀吉（1993年・TBS　演：沢口靖子）
- 徳川武芸帳 柳生三代の剣（1993年・テレビ東京　演：波乃久里子）
- 独眼竜の野望 伊達政宗（1993年・テレビ朝日　演：野村真美）
- 愛と野望の独眼竜　伊達政宗（1995年・TBS　演：萬田久子）
- 豊臣秀吉 天下を獲る!（1995年・テレビ東京　演：鶴田真由）
- 秀吉（1996年・NHK大河ドラマ　演：松たか子）
- 司馬遼太郎の功名が辻（1997年・テレビ朝日　演：五十嵐めぐみ）
- 家康が最も恐れた男 真田幸村（1998年・テレビ東京　演：秋吉久美子）
- 影武者徳川家康（1998年・テレビ朝日　演：一色彩子）
- 加賀百万石〜母と子の戦国サバイバル（1999年・NHK　演：松嶋菜々子）
- けろりの道頓 秀吉と女を争った男（1999年・関西テレビ　演：阿木燿子）
- 葵 徳川三代（2000年・NHK大河ドラマ　演：小川眞由美）
- 利家とまつ〜加賀百万石物語〜（2002年・NHK大河ドラマ　演：瀬戸朝香）
- 武蔵 MUSASHI（2003年・NHK大河ドラマ　演：若尾文子）
- 功名が辻（2006年・NHK大河ドラマ　演：永作博美）
- 戦国自衛隊・関ヶ原の戦い（2006年・日本テレビ　演：秋吉久美子）
- 徳川家康と三人の女（2008年・テレビ朝日　演：星野真里）
- 天地人（2009年・NHK大河ドラマ　演：深田恭子）
- 寧々〜おんな太閤記（2009年・テレビ東京　演：吹石一恵）
- 江〜姫たちの戦国〜（2011年・NHK大河ドラマ　演：宮沢りえ）
- 影武者徳川家康（2014年・テレビ東京　演：名取裕子）
- 軍師官兵衛（2014年・NHK大河ドラマ　演：二階堂ふみ）
- 真田丸（2016年・NHK大河ドラマ　演：竹内結子）
- 石川五右衛門（2016年・テレビ東京　演：比嘉愛未）
- どうする家康（2023年・NHK大河ドラマ　演：北川景子、青年期：白鳥玉季）
- 豊臣兄弟!（2026年予定・NHK大河ドラマ　演：井上和）

舞台
- 歌舞伎「桐一葉」作：坪内逍遥（演：五代目中村歌右衛門ほか）
- 歌舞伎「沓手鳥孤城落月」作：坪内逍遥（演：六代目中村歌右衛門ほか）
- 歌舞伎「淀君情史」作：北條秀司（初演：七代目尾上梅幸）
- 「淀どの日記」（演：山田五十鈴）
- 美空ひばり芸能生活40周年記念公演「春秋　千姫絵巻」（演：淡島千景）
- 真田十勇士　（演：真矢ミキ）
- 魔界転生（演：浅野ゆう子）
- 幻の城〜戦国の美しき狂気〜（演：星野真里）

漫画
- 『淀君―戦国時代の悲劇の姫君（学研まんが人物日本史 桃山時代）』（画：さかぐち直美）
- 『華の姫 茶々ものがたり』（小学館フラワーコミックス・わたなべ志穂）
- 『へうげもの』（山田芳裕）
- 『あずみ』（小山ゆう）